# Jože Mazovec
Jože Mazovec (partizansko ime Tine Dolgan), slovenski partizan in revolucionar, * 17. marec 1904, Zgornji Kašelj, † 5. junij 1944, Slavina pri Postojni ali Vojsko nad Idrijo (?).

## Življenje in delo
Jože Mazovec se je rodil v znani delavski družini v Zgornjem Kašlju pri Ljubljani, po domače Pri Gmajnarju. Bil je delavec, kot mladenič se je zaposlil v papirnici na Vevčah, kjer se je takoj vključil v sindikate. Aktivno je sodeloval v delavskih kulturnih društvih Svoboda in Vzajemnost. Leta 1932 je bil sprejet v Komunistično partijo in je kmalu postal član rajonskega komiteja Polje. Vodil je tudi partijsko organizacijo v papirnici. Zaradi svoje revolucionarne dejavnosti je bil večkrat zaprt. Leta 1936 je bil na občinskih volitvah kot kandidat Delavsko-kmečke zveze izvoljen v občinski odbor občine Polje. Bilj je idejni vodja velike stavke vevških papirničarjev, ki je trajala od decembra 1936 do marca 1937.
Takoj po okupaciji, že 25. aprila 1941, so ga kot znanega delavskega voditelja zaradi izdaje s strani poljskega župnika Janeza Keteja italijanske okupacijske oblasti zaprle. Novembra 1941 je bil iz zapora rešen v akciji  VOS. Od pomladi do jeseni leta 1942 je vodil obveščevalno službo v glavnem poveljstvu slovenskih partizanskih čet, do maja v ilegali v Ljubljani, kasneje na osvobojenem ozemlju. Ob ustanovitvi Cankarjeve brigade septembra 1942 je bil referent za agitacijo in propagando, od 7. 12. 1942 do 17. 3. 1943 pa je bil namestnik političnega komisarja brigade. V boju pri Žužemberku je bil februarja 1943 ranjen.
Bil je član organizacijskega oddelka pri glavnem štabu Narodno osvobodilne vojske in Partizanskih odredov Slovenije. Ob ustanovitvi Oddelka za Narodno zaščito pri SNOS marca 1944 je bil imenovan za njenega prvega načelnika. Ko je bil na poti na Primorsko, kjer naj bi nadzoroval ustanavljanje in delo okrožnih načelstev Narodne zaščite, je v bližini Slavine pri Postojni 5. junija 1944 v nesreči izgubil življenje.
Po njem se imenuje Knjižnica Jožeta Mazovca in ulica v Ljubljani (Mazovčeva pot).